# Emil Adam

Emil Adam

Emil Franz Adam (* 20. Mai 1843 in München; † 19. Januar 1924 ebenda) war ein deutscher Maler.

## Leben
Adam war der älteste Sohn des Tiermalers Benno Adam und damit Enkelsohn von Albrecht Adam. Er wurde von seinem Vater und seinem Onkel, dem Maler Franz Adam in der Malerei ausgebildet. Bereits im Alter von siebzehn Jahren malte er 1860 im Auftrag des Erzherzogs Karl Ludwig mehrere Pferdebilder. Das malen von Pferden, Reiterporträts und Jagdszenen mit scharfer Charakteristik setzte er für sein restliches Leben fort. Sein Gemälde einer „Österreichischen Lagerszene“ war 1861 in der Kölner Kunstausstellung zu sehen und wurde an nach Holland verkauft. Er ging für einige Zeit nach Hohenheim bei Stuttgart, um dort weitere praktische und theoretische Studien zu Pferden durchzuführen. 1854 wurde er vom Fürsten Max zu Fürstenberg auf das Schloss Lána nach Böhmen eingeladen, um dort zu malen. Anschließend begab er sich zum Prinzen Egon Maximilian von Thurn und Taxis nach Pardubitz, wo er die ersten Sportbildnisse anfertigte. 1865 setzte er seine Ausbildung in Brüssel bei Jean-François Portaels fort, wo er sich insbesondere der figürlichen Malerei widmete. 1867 kehrte er nach Pardubitz zurück, wo sein Gemälde Die Pardubitzer Jagdgesellschaft entstand. 1870 malte er im Auftrag des Herzogs von Nassau die 36 Personen aus hohem westfälischen und rheinischen Adel sowie 34 Pferde und 36 Hunde darstellende Lippspringer Jagdgesellschaft. Für beide Gemälde fertigte sein Vater die Landschaft und die Hundedarstellungen an. Seit 1886 besuchte er einmal jährlich für mehrere Monate England. Adam gilt als der erste Pferdemaler, der bevorzugt edle Rassenpferde malte. Seine Werke hingen seinerzeit in den edelsten Häusern Europas, so unter anderem beim Grafen Tasziló Festetics, dem Herzog von Westminster, im englischen Jockey-Klubs zu Newmarket oder in der Kunsthalle in Kiel.
Er war mit Josephine Marie, geborene Wurmb verheiratet. Er war der Vater des Malers Richard Benno Adam (1873–1937), sowie des Geistlichen Rats Ernst Adam (1884–1955). Sein Bruder Friedrich Adam (1847–1928) führte als Architekt 1889 den Anbau an das Wohnhaus Nymphenburgerstr. 75 aus. Der rückseitig angefügte Neubau (im Familienkreis „Adamshall“ genannt) übertrifft den Bestandsbau an Fläche und Höhe und nimmt im Ober- und Dachgeschoss das geräumige Atelier von Emil Adam auf, der zudem zwölf Kinder unterbringen muss.

## Werke

Gemälde von Emil Adam
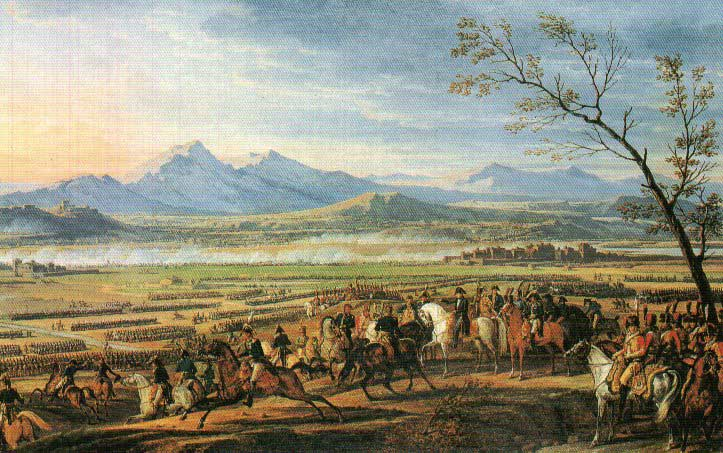
Die Schlacht bei Wagram
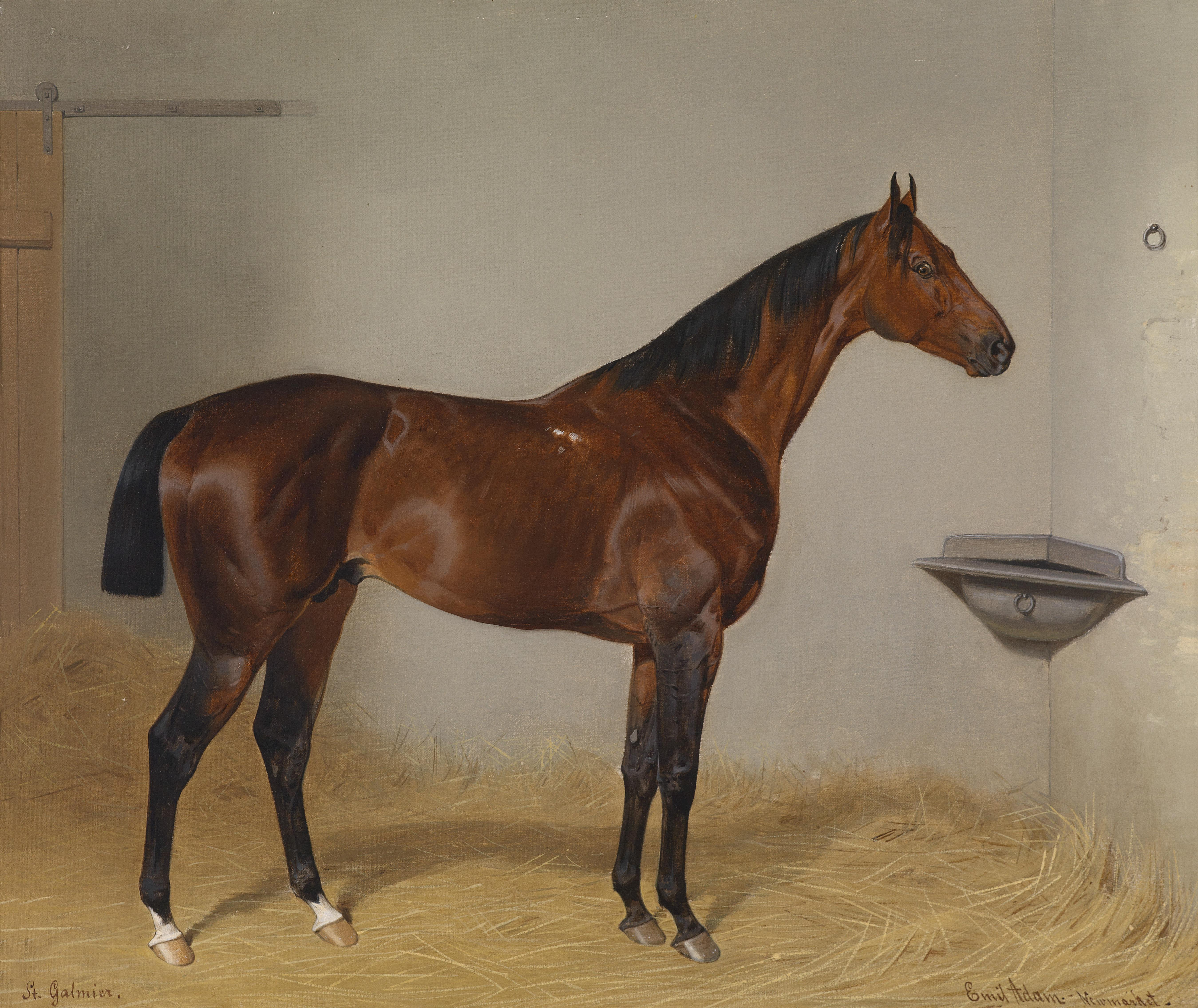
St. Galmier, Newmarket, um 1885
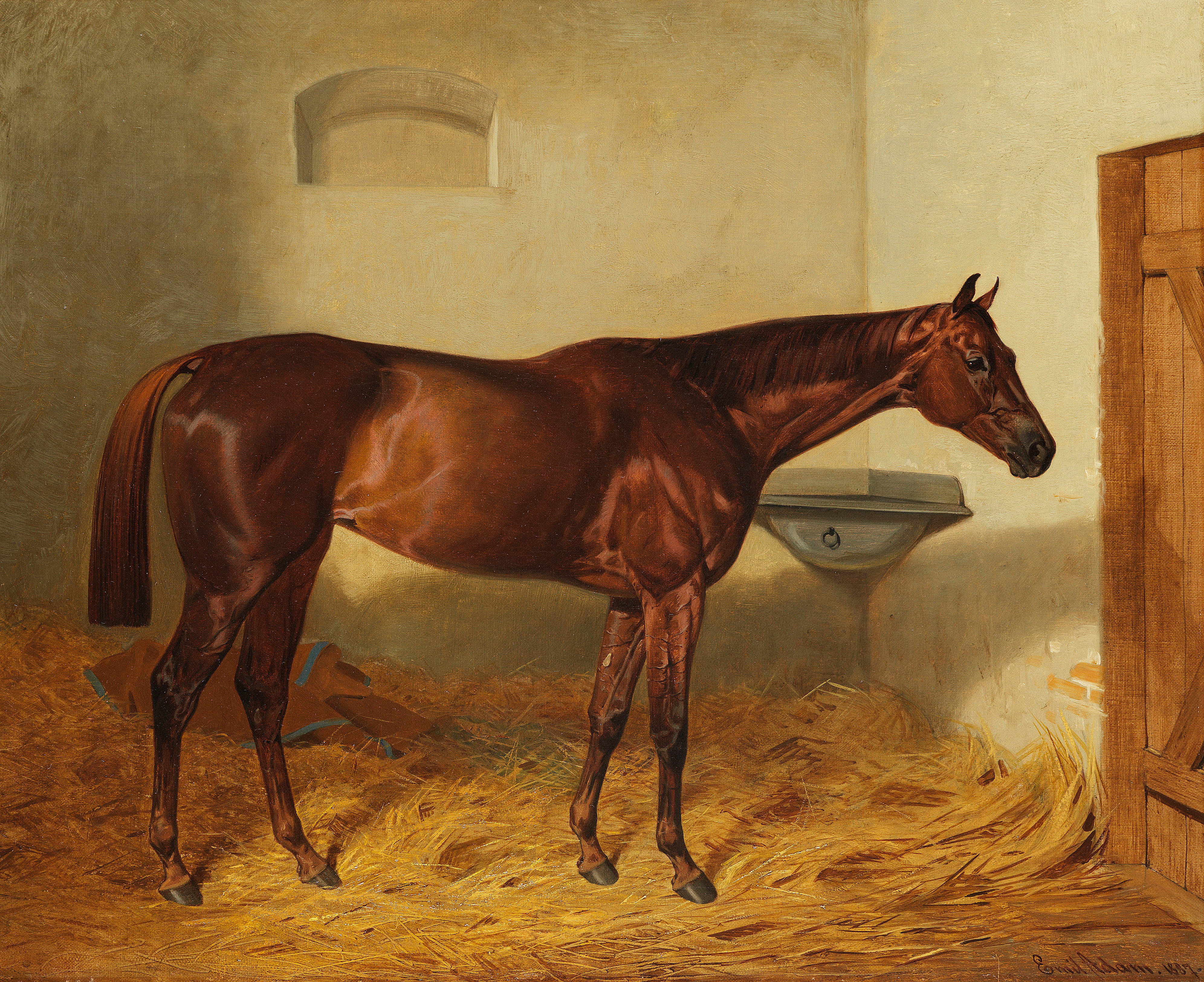
Kincsem, 1887
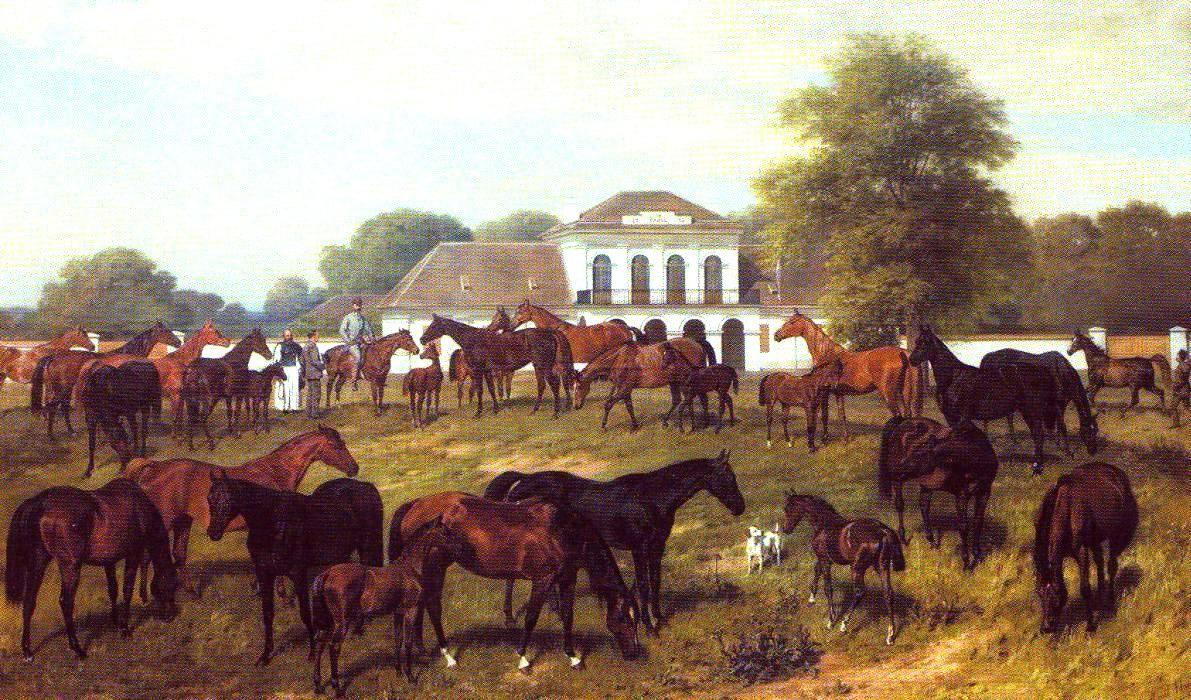
Die Herde von Fenékpuszta, 1884
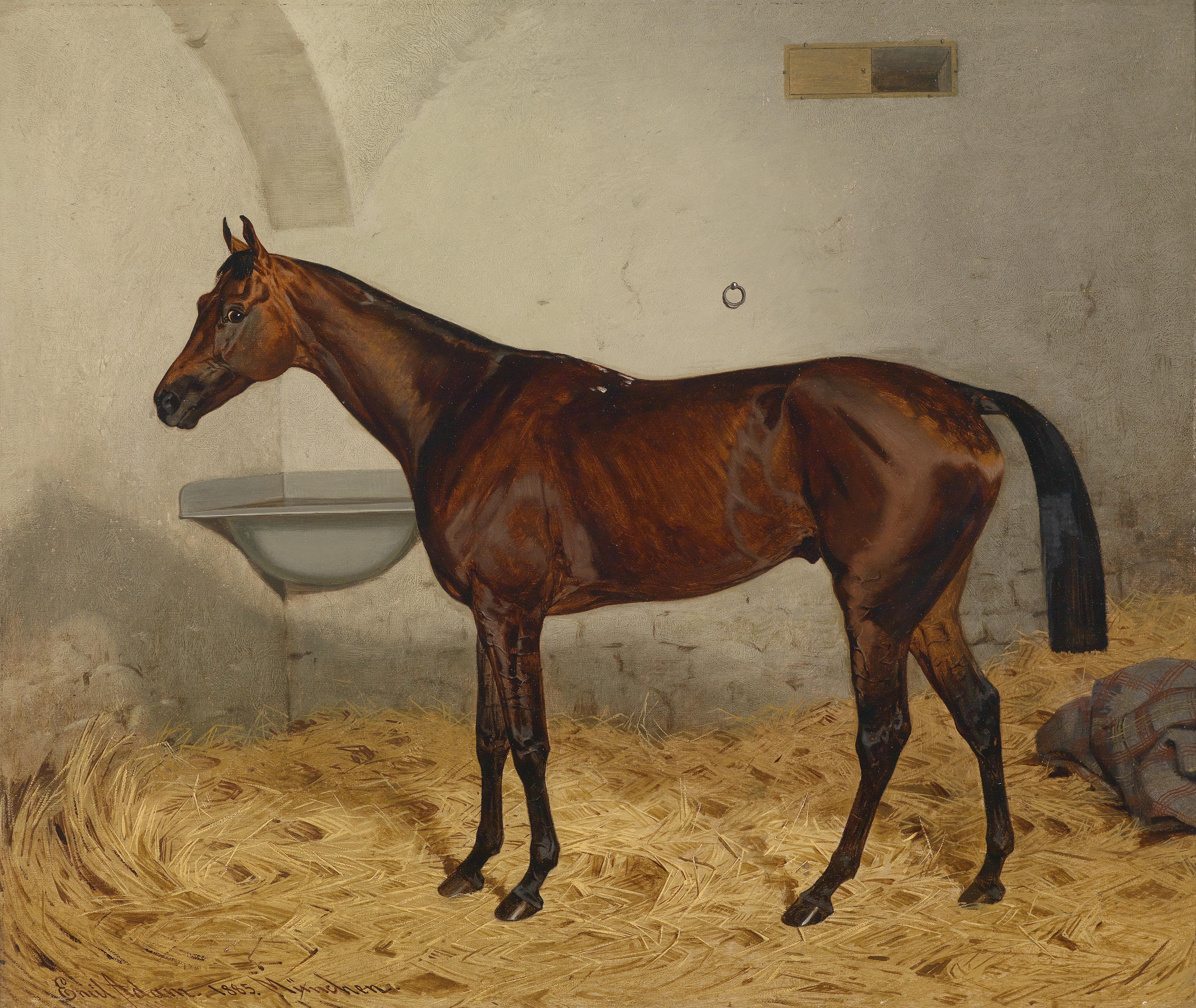
Mettalist, Sieger der Nemzeti dij (Ungarische 2,000 Guineas) von 1884
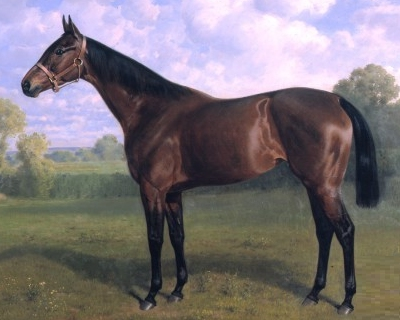
Sceptre, Triple Crown Gewinnerin von 1902